# Rop Gonggrijp

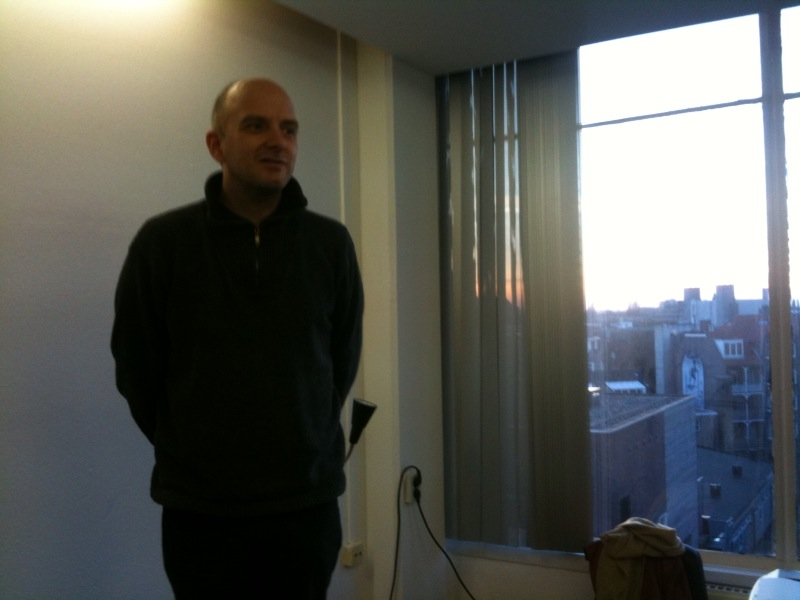
Rop Gonggrijp en 2010

Robert (Rop) Valentijn Gonggrijp, né le 14 février 1968 à Amsterdam, est un hacker néerlandais et l'un des fondateurs du fournisseur d'accès internet XS4ALL. Il aurait collaboré à WikiLeaks.

## Biographie
Adolescent, il était connu comme hacker et apparu comme l'un des principaux personnages du livre de Jan Jacobs: Kraken en Computers (Hacking et ordinateurs, Veen uitgevers 1985,  (ISBN 90-204-2651-6)), qui décrit la scène des premiers hackers aux Pays-Bas. Il habite Amsterdam depuis 1988. Il fonda le magazine pour hackers Hack-Tic en 1989. Il était considéré comme un suspect majeur par les autorités des Pays-Bas ainsi que par les États-Unis. Dans l'éditorial de Hack-Tic, Gonggrijp décrivait son rôle comme hoofdverdachte (suspect principal). Il était convaincu qu'Internet changerait radicalement la société.
En 1993, des personnes liées à Hack-Tic créèrent XS4ALL. Il s'agissait du premier FAI qui offrait l'accès à Internet aux particuliers aux Pays-Bas. Gonggrijp quitta l'entreprise en 1997. Après avoir quitté XS4ALL, Gonggrijp créa ITSX, une entreprise d'évaluation de la sécurité informatique, qui a été rachetée par Madison Gurkha en 2006. En 2001, Gonggrijp commença à travailler sur Cryptophone, un téléphone mobile qui peut chiffrer les conversations.
Depuis 1989, Gonggrijp a été l'un des principaux organisateurs de conventions de hacking. À l'origine organisé par Hack-Tic, ces évènements continuent à exister jusqu'à aujourd'hui. 
Au fil des ans, il a montré de manière répétée son intérêt concernant l'inflation de quantité d'information personnelles auxquelles les entreprises  et agences gouvernementales ont accès. Rop a ainsi tenu un débat controversé intitulé "We lost the war" au Chaos Communication Congress 2005 à Berlin avec Frank Rieger.
En 2006 il fonda l'organisation Wij vertrouwen stemcomputers niet (Nous ne faisons pas confiance aux machines à voter) qui dénonce l'utilisation de « systèmes de votes » sans preuve papier et qui montra en octobre 2006 à la télévision néerlandaise comment une machine à voter électronique du fabricant Nedap pouvait facilement être piratée.

## WikiLeaks
Le 14 décembre 2010, dans le cadre du Cablegate, la juge Theresa Buchanan d'une juridiction de Virginie, agissant pour le gouvernement Obama[pas clair], a enjoint à Twitter de lui fournir des renseignements sur Julian Assange et trois autres personnes réputées proches de WikiLeaks. Outre Birgitta Jónsdóttir, parlementaire islandaise et Jacob Appelbaum, chercheur américain en informatique, Rop Gonggrijp, considéré comme collaborateur de WikiLeaks faisait partie des personnalités visées,,,.